# ۸ تیر
۸ تیر صد و یکمین روز سال در گاه‌شماری خورشیدی است. به پایان سال ۲۶۴ روز (۲۶۵ روز در سال کبیسه) باقی‌است.

## رویدادها
- ۱۳۶۵ - قهرمانی آرژانتین در جام جهانی ۱۹۸۶
- ۱۴۰۳ - برگزاری دوره نخست چهاردهمین انتخابات ریاست‌جمهوری ایران

## زادروزها
- ۱۳۲۲ - منوچهر آذری، بازیگر

## درگذشت‌ها
- ۱۲۵۰ - رضاقلی‌خان هدایت، ادیب، شاعر و تذکره‌نویس
- ۱۳۸۸ - محمد حقوقی، شاعر
- ۱۳۹۳ - باقر صحرارودی، بازیگر
- ۱۴۰۴ - جمال اجلالی، بازیگر